# Salpichroa microphylla
Salpichroa microphylla là loài thực vật có hoa trong họ Cà. Loài này được (Dunal) Keel miêu tả khoa học đầu tiên năm 1993.